# Сыромятников, Борис Иванович
Бори́с Ива́нович Сыромя́тников (4 [16] октября 1874 года, Москва — 12 января 1947 года, Москва) — русский и советский правовед, историк и общественный деятель, специалист в области истории государства и права, доктор юридических наук. Заслуженный деятель науки РСФСР (1944).

## Биография

### До революции
Родился в Москве 4 (16) октября 1874 года в семье земского врача.
В 1895 году поступил на юридический факультет Московского университета. Принимал участие в студенческих выступлениях и попал в поле зрения полиции как неблагонадежный студент. В 1899 году был выслан в Рязань, а затем в Казань, однако вскоре вернулся в Москву. В 1900 году Сыромятников окончил университет и был оставлен для подготовки к профессорскому званию. После сдачи экзаменов для получения права преподавать в университете был приглашен в Московский университет на должность приват-доцента по кафедре государственного права.
В 1903—1905 годах находился в научной командировке в Европе, где проходил стажировку в Париже; посетил также Берлин. Основной задачей Сыромятникова было изучение сравнительной истории права и истории французского права. Во Франции Сыромятников работал в архивах, а также лично встречался с ведущими правоведами, в том числе с известным историком средневекового права Эрнестом Глассоном.
По возвращении из-за границы Сыромятников продолжил работу в Московском университете. С 1906 года преподавал в Константиновском межевом институте, с 1907 года — на Московских высших женских курсах, с 1908 года — в Московском коммерческом институте.
В период первой русской революции Сыромятников активно печатался в газетах «Русское слово», «Русские ведомости», «Век», «Утро России» и других. В статьях «Традиция революционного движения в России» и «О сущности конституции» учёный, признавая закономерность революционного процесса, категорически отвергал методы революционного террора. По его мнению, подобные формы революционной деятельности должны рано или поздно уступить место политической борьбе в рамках конституционного строя и парламентской демократии, как это произошло в Западной Европе.
В 1905—1906 годах Сыромятников принимал участие в работе Академического союза — профессионально-общественной организации преподавателей высших учебных заведений, на съезды которой неоднократно избирался делегатом от Московского университета. Одновременно стал одним из основателей, членом правления и лектором Московского общества народных университетов. За несколько лет объездил с публичными лекциями всю европейскую часть России; при этом властями был запрещен курс Сыромятникова, посвященный истории местного самоуправления.
В 1911 году приват-доцент Сыромятников стал одним из преподавателей и сотрудников Московского университета, подавших в отставку в знак протеста против политики Министерства народного просвещения («дело Кассо»). В результате увольнения он так и не смог завершить работу над докторской диссертацией о проблеме феодальных отношений в Древней Руси, начатую еще в период заграничной стажировки. В 1911 году была закончена лишь первая часть диссертации — фундаментальный историографический очерк, из которого сохранилось 416 страниц.
После ухода из Московского университета Сыромятников сосредоточился на работе в обществе народных университетов, где в 1912 году был избран заместителем председателя, а в 1914 году — председателем общества. Эту должность он занимал вплоть до закрытия общества в 1918 году. С 1910 года преподавал в университете имени А. Л. Шанявского.
С 1913 года — сотрудник Энциклопедического словаря Гранат, для которого написал около пятидесяти статей, заметок и очерков по истории русского права и политической истории, а также ряд биографий государственных деятелей и ученых.
В годы Первой Мировой войны выступал с лекциями «Для чего нужно продолжать войну?» и «Немецкая культура и немецкое варварство». В декабре 1916 года избран гласным Московской городской думы, но результаты выборов утверждены не были.

### При советской власти
В 1917 году Сыромятников вернулся на юридический факультет Московского университета. В 1918—1919 годах — профессор кафедры истории русского права. После упразднения юридического факультета — профессор правового отделения (1921) и профессор кафедры общей истории и теории права (1921—1925) факультета общественных наук МГУ.
К Октябрьской революции отнесся отрицательно, но, несмотря на связи за рубежом, не уехал из страны и продолжил научную и преподавательскую деятельность в условиях советского режима. В 20-х годах преподавал в ряде учебных заведений — Иваново-Вознесенском политехническом институте, Московском межевом институте, Военно-юридической академии, Московском музыкальном техникуме им. Н. А. Римского-Корсакова (1925—1929), рабфаках и др. Среди исследований Сыромятникова этого периода — монография «Эпоха Ивана Грозного», которая, однако, так и не была закончена и опубликована.
В 1928 году на Сыромятникова поступил донос, в котором говорилось, что историк, будучи якобы изгнанным из Московского университета за антисоветские взгляды, не имел права работать на рабфаке. Учёный был вынужден оправдываться на заседании рабоче-крестьянской инспекции. После этого Сыромятников переехал в Казань, где в сентябре 1928 года стал профессором факультета советского права Казанского университета. В 1930 году покинул Казань и вернулся в Москву, где продолжительное время проработал заведующим библиотекой Центрального научно-исследовательского текстильного института. В середине 1930-х годов Сыромятников приступил к преподаванию в Московском юридическом институте.
В 1938 году Сыромятников возглавил секцию государственного права реорганизованного Института права АН СССР; в этом же году по совокупности опубликованных трудов получил степень доктора юридических наук. В качестве основной работы представил проект по изданию сборника древнерусских памятников права, включая Русскую Правду, с подробными комментариями. Проект был почти закончен к 1941 году и получил положительный отзыв академика Ю. В. Готье. Однако книга так и не увидела свет из-за активного противодействия Института истории АН СССР во главе с Б. Д. Грековым, который готовил своё комментированное издание Русской Правды.
С началом Великой Отечественной войны Сыромятников вместе с Институтом права был эвакуирован в Ташкент, где был назначен руководителем секции истории государства и права.
В 1943 году был опубликован самый известный труд Сыромятникова — «Регулярное» государство Петра Первого и его идеология. Часть первая". На книгу появилось множество рецензий, в основном отрицательных. Выводы ученого обсуждали на известном совещании историков в ЦК ВКП(б), проходившем в 1944 году; на этом совещании книга была подвергнута резкой критике якобы за возрождение концепции М. Н. Покровского и попытки «протаскивания буржуазных теорий». Следствием этих событий стало то, что вторая часть монографии так и не увидела свет. Несмотря на это, в том же 1944 году Сыромятников был удостоен звания заслуженного деятеля науки РСФСР.
В 1943 году стал профессором кафедры истории и теории государства и права воссозданного юридического факультета МГУ.
12 января 1947 года профессор Сыромятников скончался после тяжелой и продолжительной болезни. После его смерти в журнале «Советское государство и право» вышел некролог, в котором отмечались его огромные заслуги перед исторической и юридической науками, а его подход к изучению историко-правовых проблем был охарактеризован как новаторский.
Похоронен на Новодевичьем кладбище (участок №4, ряд 45, место 1).

## Избранные публикации
- Верховенство народа и Учредительное собрание. — М., 1917.
- История русского государственного права. Курс лекций. — М., 1909.
- История русской торговли и русского торгового права. Курс лекций. — М., 1916.
- Краткий обзор и указатель литературы по истории государственной власти. — М., 1913.
- Очерк по истории русской текстильной промышленности в связи с историей русского народного хозяйства. — Иваново-Вознесенск, 1925.
- «Регулярное» государство Петра Первого и его идеология. Ч. 1. — М.—Л., 1943.

## Награды и звания
- орден Трудового Красного Знамени (10.06.1945)
- Заслуженный деятель науки РСФСР (1944)